# Divanlı
Divanlı är en ort i Azerbajdzjan.   Den ligger i distriktet Bərdə Rayonu, i den centrala delen av landet, 230 km väster om huvudstaden Baku. Divanlı ligger 77 meter över havet och antalet invånare är 605.
Terrängen runt Divanlı är platt. Runt Divanlı är det ganska tätbefolkat, med 129 invånare per kvadratkilometer.. Närmaste större samhälle är Barda, 3,7 km söder om Divanlı.
Runt Divanlı är det i huvudsak tätbebyggt.